# Star Island (Florida)
Star Island è un'isola artificiale situata nella Baia di Biscayne, negli Stati Uniti d'America, tra la città di Miami e l'isola di Miami Beach, nello stato della Florida. L'isola è collegata alle corsie autostradali del MacArthur Causeway e al resto di Miami Beach dal Bridge Road.
Anche se si tratta di un quartiere pubblico, come molti dei quartieri più ricchi della zona, di fatto vi risiedono solo 98 persone fra cui la maggior parte sono artisti. Di fatto è protetta da alcune guardie del corpo al suo ingresso dando così l'illusione di essere un'esclusiva area privata. È possibile visitarla via mare oppure dopo essersi sottoposti ai controlli all'ingresso.